# آنتی‌اکسیدان

ساختار آنتی‌اکسیدانت گلوتاتیون.

آنتی‌اکسیدانت‌ها یا پاداُکسَنده‌ها (به انگلیسی: Antioxidant) ترکیباتی هستند که مانع اکسیداسیون می‌شوند. اکسیداسیون یک واکنش شیمیایی است که می‌تواند رادیکال‌های آزاد تولید کند، در نتیجه منجر به واکنش‌های زنجیره ای می‌شود که ممکن است به سلول‌های موجودات زنده آسیب برساند. آنتی‌اکسیدانت‌هایی مانند تیول یا اسید اسکوربیک (ویتامین C) این واکنش‌های زنجیره ای را قطع می‌کنند. برای تعادل استرس اکسیداتیو، گیاهان و حیوانات سیستم‌های پیچیده‌ای از آنتی‌اکسیدانت‌های همپوشانی را حفظ می‌کنند، مانند گلوتاتیون و آنزیم‌ها (به عنوان مثال، کاتالاز و سوپراکسید دیسموتاز) که به صورت داخلی تولید می‌شوند، یا آنتی‌اکسیدان‌هایی مانند ویتامین C و ویتامین E که از طریق تغذیه تأمین می‌شوند.
اصطلاح «آنتی اکسیدانت» برای دو گروه کاملاً متفاوت از مواد استفاده می‌شود: مواد شیمیایی صنعتی که برای جلوگیری از اکسیداسیون به محصولات اضافه می‌شوند، و ترکیبات طبیعی که در غذاها و بافت‌ها وجود دارند. آنتی‌اکسیدانت‌های صنعتی کاربردهای گوناگونی دارند، به عنوان مثال: به عنوان مواد نگهدارنده در مواد غذایی و آرایشی و بهداشتی عمل می‌کنند و از اکسیداسیون در سوخت‌ها جلوگیری می‌کنند.

## تندرستی

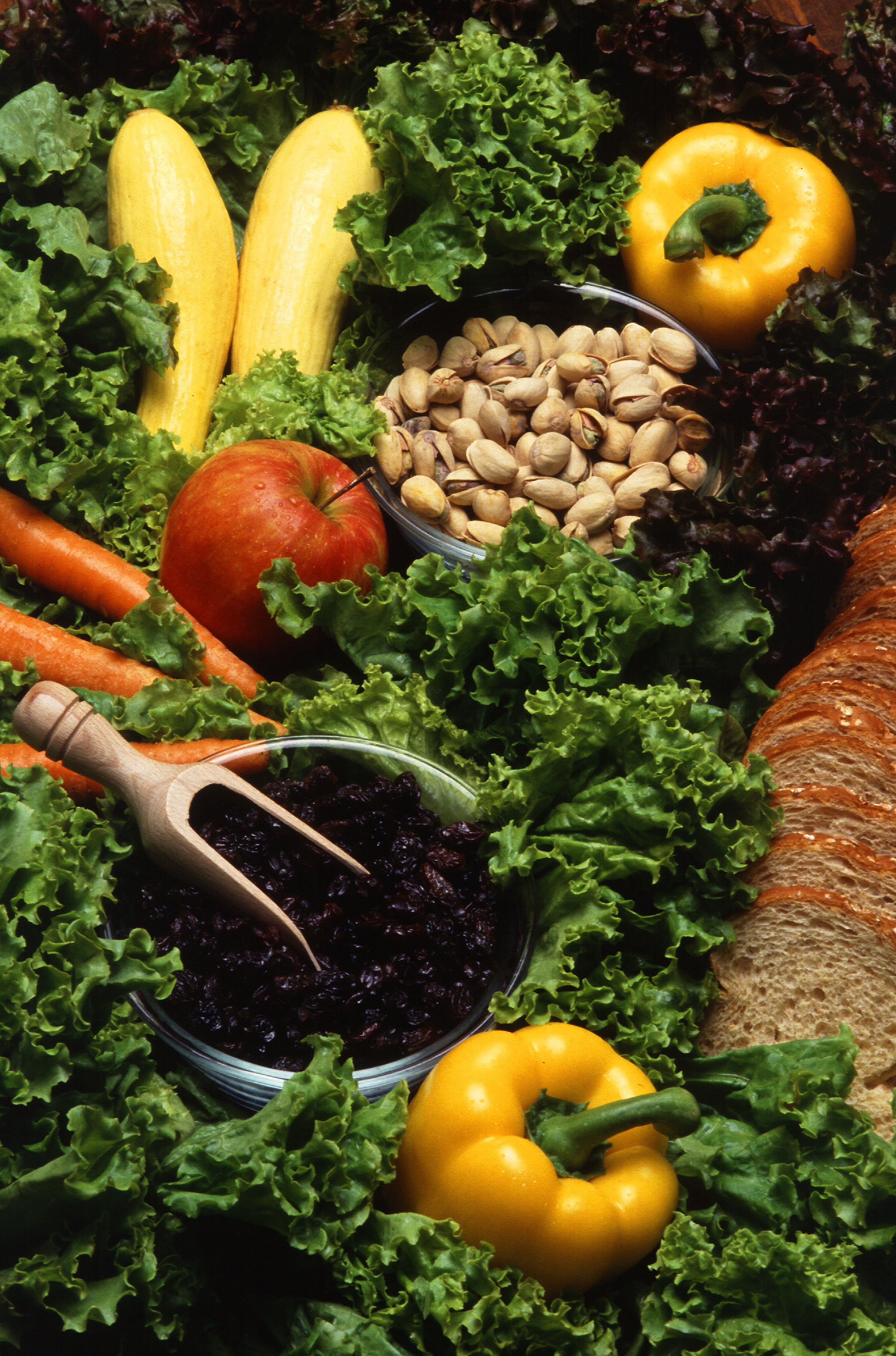
سبزیجات و تنقلات مقوی